# جان جونز (بازیکن فوتبال)
جان جونز (انگلیسی: John Jones; ۲۸ مارس ۱۸۹۵ – ۱ ژانویهٔ ۱۹۶۲) بازیکن فوتبال، و سرمربی (فوتبال) اهل بریتانیا بود.
از باشگاه‌هایی که در آن بازی کرده‌است می‌توان به باشگاه فوتبال لیورپول اشاره کرد.